# Pardomima margarodes
Pardomima margarodes là một loài bướm đêm trong họ Crambidae.